# William Aiken
William Aiken, Jr., född 28 januari 1806 i Charleston, South Carolina, död 6 september 1887 i Henderson County, North Carolina, var en amerikansk politiker (demokrat). Han var South Carolinas guvernör 1844–1846 och ledamot av USA:s representanthus 1851–1857.
Aiken utexaminerades 1825 från South Carolina College (numera University of South Carolina). Han var ledamot av South Carolinas representanthus 1838–1842 och ledamot av South Carolinas senat 1842–1844.
Aiken efterträdde 1844 James Henry Hammond som South Carolinas guvernör och efterträddes 1846 av David Johnson. År 1851 efterträdde han Isaac Edward Holmes som kongressledamot. Han profilerade sig som motståndare till South Carolinas utträde ur USA. År 1856 kandiderade han till talman i USA:s representanthus och förlorade i 133:e omröstningen mot Nathaniel P. Banks. År 1857 lämnade han sedan kongressen.
Aiken avled 1887 och gravsattes på Magnolia Cemetery i Charleston.